# Jon Gillies
Jonathan Bruce "Jon" Gillies, född 22 januari 1994, är en amerikansk professionell ishockeymålvakt som är kontrakterad till St. Louis Blues i National Hockey League (NHL) och spelar för deras primära samarbetspartner Springfield Thunderbirds i American Hockey League (AHL). 
Han har tidigare spelat på NHL-nivå för Calgary Flames och på lägre nivåer för Stockton Heat i American Hockey League (AHL), Providence Friars (Providence College) i National Collegiate Athletic Association (NCAA) och Indiana Ice i United States Hockey League (USHL).
Gillies draftades i tredje rundan i 2012 års draft av Calgary Flames som 75:e spelare totalt.